# Hondo
Hondo (ang. Hondo River, hiszp. Río Hondo) – rzeka w Gwatemali, Belize i Meksyku. Liczy 209 km długości.
Powstaje z połączenia rzek Río Azul, Chanchich (płynących z Gwatemali i Booth's River (płynącej z Belize), na terytorium Belize (miejscowość Blue Creek Village) i Meksyku (miejscowość La Unión). Płynie następnie w kierunku północno-wschodnim do Zatoki Chetumal na Morzu Karaibskim. Uchodzi na południe od miasta Chetumal. W dolnym odcinku tworzy granicę między Belize a Meksykiem.